# Campeonato Mundial de Tiro al Plato de 1983
El XX Campeonato Mundial de Tiro al Plato se celebró en Edmonton (Canadá) en el año 1983 bajo la organización de la Federación Internacional de Tiro Deportivo (ISSF) y la Federación Canadiense de Tiro Deportivo. Paralelamente se celebró el VII Campeonato Mundial de Tiro al Blanco Móvil.

## Resultados

### Masculino
| Evento          | Oro                               | Plata                                   | Bronce                              |
| --------------- | --------------------------------- | --------------------------------------- | ----------------------------------- |
| Foso            | John Primrose · Canadá · 188 pts. | Daniel Carlisle Estados Unidos 187 pts. | Alexandr Asanov URSS 187 pts.       |
| Foso (equipos)  | Estados Unidos 413                | URSS 399                                | Australia 397                       |
| Skeet           | Matthew Dryke Estados Unidos 195  | Bruno Rossetti · Italia · 194           | Michael Thompson Estados Unidos 193 |
| Skeet (equipos) | Estados Unidos 438                | URSS 433                                | Checoslovaquia 431                  |

### Femenino
| Evento          | Oro                                     | Plata                          | Bronce                             |
| --------------- | --------------------------------------- | ------------------------------ | ---------------------------------- |
| Foso            | Connie Tomsovic Estados Unidos 177 pts. | Elena Shishirina URSS 171 pts. | Susan Nattrass · Canadá · 169 pts. |
| Foso (equipos)  | Estados Unidos 357                      | España · 339                   | China 325                          |
| Skeet           | Svetlana Yakimova URSS 190              | Nuria Ortiz · México · 184     | Terry Carlisle Estados Unidos 179  |
| Skeet (equipos) | China 405                               | Estados Unidos 374             | Suecia · 357                       |

## Medallero
| Núm. | País           | Oro | Plata | Bronce | Total |
| ---- | -------------- | --- | ----- | ------ | ----- |
| 1    | Estados Unidos | 5   | 2     | 2      | 9     |
| 2    | URSS           | 1   | 3     | 1      | 5     |
| 3    | Canadá         | 1   | 0     | 1      | 2     |
|      | China          | 1   | 0     | 1      | 2     |
| 5    | España         | 0   | 1     | 0      | 1     |
|      | Italia         | 0   | 1     | 0      | 1     |
|      | México         | 0   | 1     | 0      | 1     |
| 8    | Australia      | 0   | 0     | 1      | 1     |
|      | Checoslovaquia | 0   | 0     | 1      | 1     |
|      | Suecia         | 0   | 0     | 1      | 1     |
|      | TOTAL          | 8   | 8     | 8      | 24    |